# كشافة لاوس
في الوقت الحاضر، لا يوجد برنامج كشفي معروف في دولة لاوس، وتعبر لاوس واحده من أربعة دول في العالم ليس لديها جمعية للكشافة.
ظهرت الحركة الكشفية لأول مره في لاوس في عقد 1930 وبين عامي 1939 إلى 1945 تأثر الوضع السياسي جدا في جميع أنحاء العالم خصوصا بعد اندلاع الحرب العالمية الثانية وهذا ما جعله يؤثر أيضا على الحركة الكشفية في لاوس حيث بدأ الفرنسيون يفقدون السيطرة في الحرب وهذا ما أدى إلى توقف جميع أنشطة الكشافة الفرنسية في البلاد بعد التدخل الياباني.
في عام 1959 تأسست جمعية للكشافة في لاوس وقد بلغ عدد أعضاء الجمعية 2300 كشاف، ولكن في عام 1975 تم إيقاف الحركة الكشفية من قبل الحركة الشيوعية باثيت لاو.